# Decoded Feedback
Decoded Feedback est un groupe canadien d'aggrotech, actif entre 1993 et 2021. Le duo publiait sa musique sur le distributeur nord-américain Metropolis Records, et sur le label européen Infacted Recordings.

## Histoire
Decoded Feedback est formé en 1993 par l'Italien Marco Biagiotti (chant, paroles, samples, séquences, arrangements, basse, batterie) et le Hongrois Yone Dudas (claviers, séquences, arrangements, samples, basse, batterie,  paroles) alors qu'ils vivaient tous deux en Italie. Le duo se rencontre dans une boîte de nuit industrielle à Budapest, en Hongrie et développe une amitié à travers l'EBM et la musique industrielle qui conduit à une collaboration pour produire de la musique originale,. Leur cassette démo intitulée Decoded Feedback est évaluée par le magazine belge de musique industrielle Side-Line, ce qui conduit le groupe à être signé sur le label européen Hard Records.
Le groupe s'installe à Toronto, au Canada, en 1995 et un an plus tard, Hard Records sort leur premier album studio, Overdosing. En raison de changements de format chez Hard Records, le label commence à se séparer de la plupart de ses artistes signés, mais Christian Rosén, de Hard Records, aime tellement leur musique qu'il présente le groupe à Torben Schmidt de Zoth Ommog. Zoth Ommog sort le deuxième album de Decoded Feedback, Technophoby, en 1997. Depuis, les distributeurs américains de musique industrielle Metropolis Records publient des reprises nationales de tous les albums ultérieurs de Decoded Feedback.
En 2000, Biagiotti et Dudas signent avec le label Bloodline pour sortir Mechanical Horizon, précédé du premier single de Decoded Feedback, Reflect in Silence. Trois ans plus tard, Decoded Feedback passe au label européen actuel, Out of Line, et sort Shockwave, précédé d'un single, Phoenix. En 2005, ils sortent Combustion et contribuent à la bande originale du court-métrage de zombies Red Men Rising de Cindy Murdoch (musique créditée à Yone).
Les années 2010 donnent lieu à trois albums : Aftermath, sorti en 2010, disKonnekt en 2012, et Dark Passenger sorti en 2016. Le single de Dark Passenger intitulé Waiting for the Storm inspire la création du long métrage Strangers at the Door du réalisateur Rogelio Salinas et en fournit la chanson-titre.
Plusieurs de leurs albums se classent dans les charts alternatifs allemands, notamment Bio-Vital, sorti en 1998, Shockwave, élu 3e meilleur album international de 2003, et Aftermath, élu 5e le 27 mai 2010 et resté 7 semaines dans le DAC, atteignant la 2e place,.

## Concerts
Decoded Feedback a effectué sa première tournée américaine en 1998 et donne plusieurs concerts en Europe. Le groupe passe la majeure partie de l'année 2001 à tourner avec Noisex et Sonar, puis à nouveau en 2003 avec Haujobb. Ils jouent au M'era Luna Festival, au Blacksun Festival aux États-Unis, à Infest 2005, et au Out of Line Festival, ainsi qu'en tournée avec d'autres groupes de Metropolis Records, God Module et Blutengel. À Toronto, au Canada, lors de l'EBM Fest 2008, ils jouent en tant que DJ set car Marco n'était pas présent. 

## Discographie
- 1993 : Decoded Feedback (CS)
- 1994 : Elektroküte (mini album)
- 1996 : Overdosing (CD album) (Hard Records, Cleopatra)
- 1997 : Technophoby (CD album) 1997 (Zoth Ommog, Metropolis)
- 1998 : Bio-Vital (CD album) (Metropolis)
- 1999 : Evolution (CD) (Zoth Ommog, Metropolis) (12e CMJ RPM Charts[10])
- 2000 : Mechanical Horizon (CD album) (Metropolis, Bloodline) (36e CMJ RPM Charts[11])
- 2000 : Reflect in Silence (CD maxi) (Bloodline)
- 2002 : Phoenix (Out of Line)
- 2004 : Shockwave (CD album) (Metropolis, Out of Line)
- 2004 : BioMechanic (2xCD) (Metropolis, Out of Line)
- 2005 : Combustion
- 2010 : Aftermath (CD album) (Metropolis, Dependent)
- 2012 : disKonnekt (CD album) (Metropolis, Dependent)
- 2016 : Dark Passenger (CD album) (Metropolis, Infacted Recordings)